# Prokowo (przystanek kolejowy)
Prokowo – nieczynny przystanek kolejowy w Prokowie, w województwie pomorskim.

## Położenie
Przystanek znajduje w centrum Prokowa.

## Historia

### 1905-1945
Kolej dotarła do Prokowa w 1905 roku, kiedy linię kolejową łączącą Pruszcz Gdański z Kartuzami przedłużono do Lęborka.

### po 1989
W Sieciowym Rozkładzie Jazdy Pociągów 96/97 przez Prokowo przejeżdżało 6 par pociągów, jednakże już odcinek Pruszcz - Kartuzy był obsługiwany przez Komunikacje Autobusową. Jednakże pod tablą już wtedy była zapisana uwaga Kursowanie pociągów i autobusów może być zawieszone po uprzednim ogłoszeniu. Ruch został ostatecznie wstrzymany w czerwcu 2000 wraz z końcem obowiązywania rozkładu jazdy 1999/00, w którym przewidziane zostały tylko 2 pary. W następnym rozkładzie doszło do dziwnej sytuacji, w której tabela została wykreślona od razu a jej numer przejęła dawniejsza tabela 446 Somonino - Kartuzy.

## Linia kolejowa
Przez Reskowo przechodzi linia kolejowa nr 229,obecnie linia jest zamknięta, ale przejezdna. Linia jest niezelektryfikowana, normalnotorowa, jednotorowa.

## Pociągi

### Pociągi osobowe
Pociągi osobowe obecnie nie kursują w ostatnim rozkładzie jazdy z 1999 roku jeździły 2 pary pociągów. W ostatnim rozkładzie jazdy jeździły tędy pociągi relacji Kartuzy-Lębork,

### Ruch towarowy
Ruch pociągów towarowych został wstrzymany w 2005 roku.

## Infrastruktura

### Dworzec

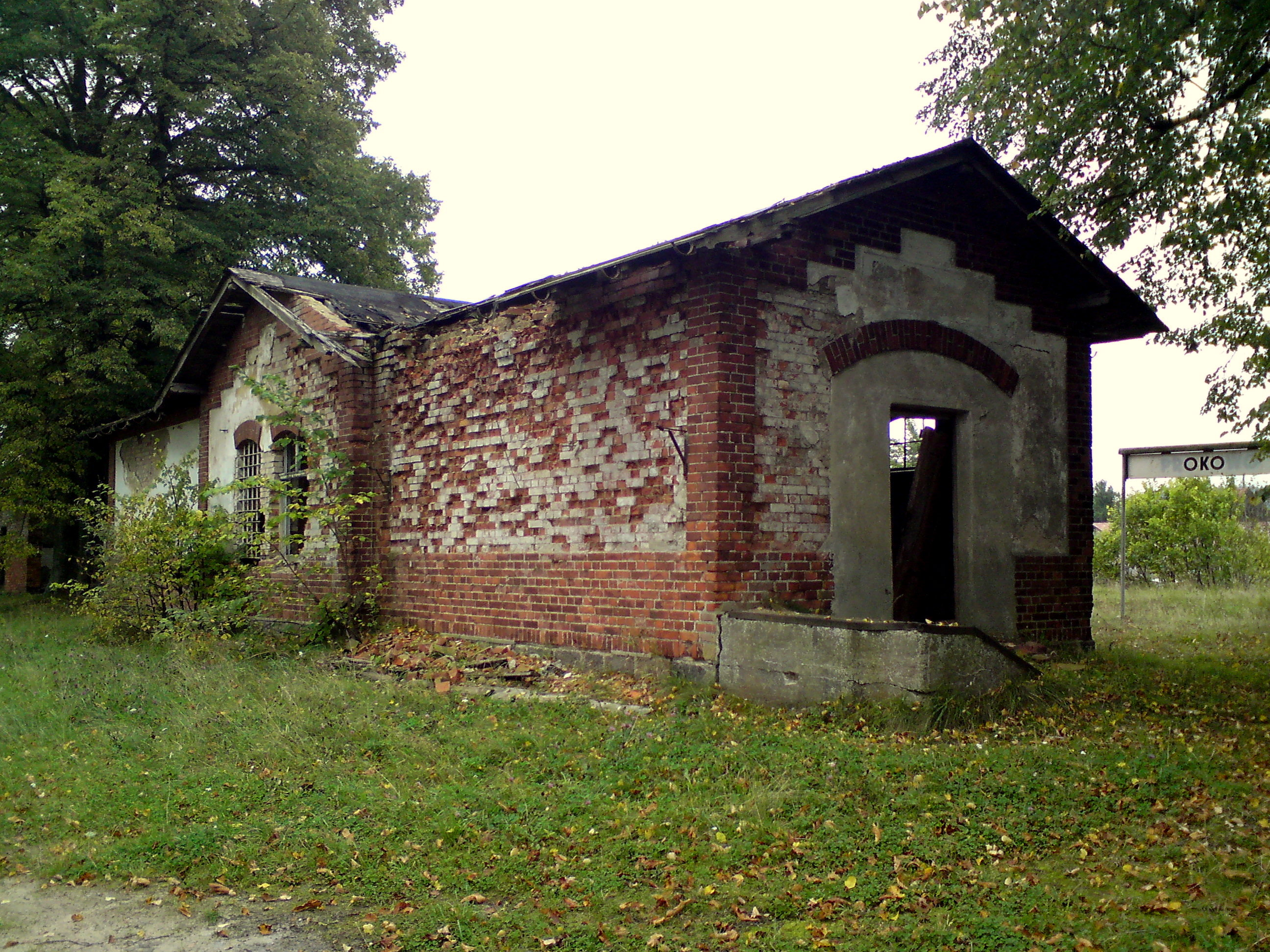
budynek dworca w Prokowie

Dworzec w Prokowie jest parterowy ma dach wielospadowy, architektura jest dość nietypowa dla dworców kolejowych bardziej przypomina wiejski dworek szlachecki.

### Peron
Peron jest niski, niekryty. Nawierzchnia peronu była pokryta płytami chodnikowymi, lecz jest dość mocno zarośnięta trawą